# Ватса (посёлок железнодорожной станции)
Ватса — железнодорожная станция в Котласском районе Архангельской области.

## География
Находится в юго-восточной части Архангельской области при автодороге А123 на расстоянии приблизительно 3 км на восток по прямой от поселка Вычегодский у железнодорожной линии Котлас-Воркута.

## История
Станция открыта в 1942 году (ныне остановочный пункт). До 2022 года входила в Черёмушское сельское поселение до его упразднения.

## Население
Численность населения: 12 человек (русские 100 %) в 2002 году, 12 в 2010.